# Pięć tygodni w balonie

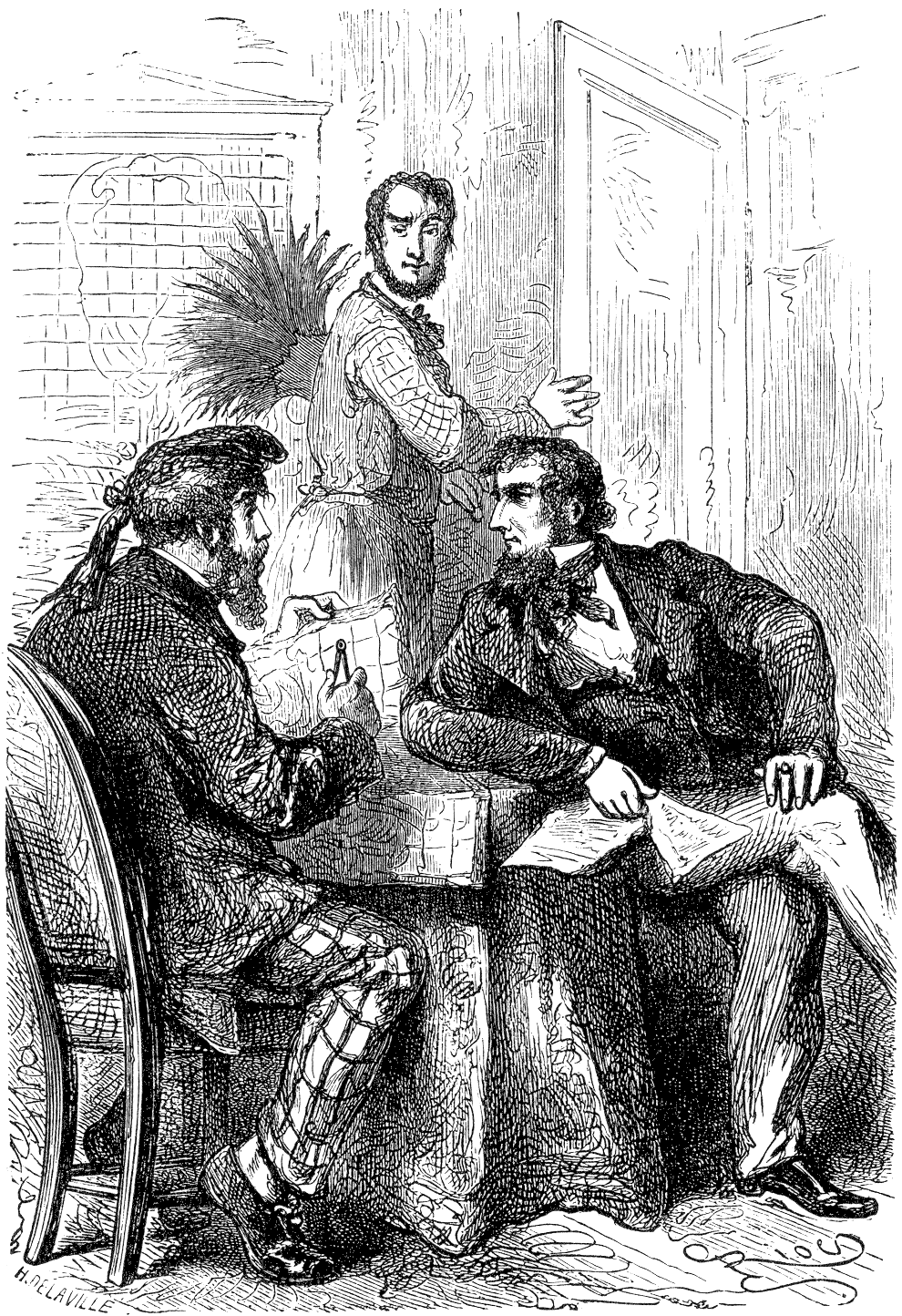
Trzech bohaterów powieści przed podróżą (od lewej): szkocki myśliwy Dick Kennedy, służący Joe oraz doktor Samuel Fergusson

Pięć tygodni w balonie (inne wersje tłum.: Podróż powietrzna po Afryce, Pięciotygodniowa podróż balonem nad Afryką, Podróż balonem, Pięć tygodni na balonie, Balonem ponad Afryką, czyli podróż z przygodami trzech Anglików według notatek d-ra Fergussona), tytuł oryg. fr. Cinq semaines en ballon) – jednotomowa powieść Juliusza Verne’a z cyklu Niezwykłe podróże, złożona z 44 rozdziałów, wydana po raz pierwszy w 1863.

## Publikacja
Napisana w Paryżu w 1862, była pierwszą powieścią Verne’a popularyzującą naukę. Wydawcy, do których autor zwrócił się z rękopisem, odmówili druku powieści nowego gatunku. Ostatecznie ukazała się w wydawnictwie Pierre'a Jules'a Hetzela, z którym Verne podpisał pierwszy z wieloletnich kontraktów otwierający mu drogę do sławy.
Jej pierwszy polski przekład (anonimowy) publikowano w odcinkach w "Gazecie Polskiej" w 1863, a w postaci książkowej wydano w 1873.

## Treść
Trzech Brytyjczyków: Anglik – doktor Samuel Fergusson, Szkot – myśliwy Dick Kennedy oraz służący doktora Joe, odbywają przelot nad Afryką w skonstruowanym przez doktora balonie. Trasa ich podróży prowadzi ze wschodu na zachód afrykańskiego kontynentu. Jednym z celów jest odkrycie źródeł Nilu oraz poznanie nieznanych jeszcze w tamtych czasach obszarów Afryki. W fabule pisarz zawarł wiele faktów (geograficznych, historycznych i technicznych), z wprowadzeniem do narracji elementów humoru.

## Literatura
- Jan Tomkowski, Juliusz Verne-tajemnicza wyspa?, Warszawa: „Nowy Świat”, 2005, ISBN 83-7386-166-1, OCLC 749432516. Brak numerów stron w książce
- Herbert R Lottman, Juliusz Verne, Jacek Giszczak (tłum.), Warszawa: Państwowy Instytut Wydawniczy, 1999, ISBN 83-06-02751-5, OCLC 177314257. Brak numerów stron w książce